# Бригада: Спадкоємець
«Бригада: Спадкоємець» — російський кінофільм Дениса Алексієва, знятий у 2010 у. Продовження телесеріалу «Бригада». Дата прем'єри в Росії та Казахстані - 29 листопада 2012 року.

## Зміст
Після того як Саша Білий «розрахувався з боргами» у Росії, він із родиною заховався в Чорногорії. Та, як виявилося, від минулого втекти неможливо, і довгі руки мафії потривожили його і там. Пройшли роки. Старший син Іван виріс і пробує почати свій бізнес у Нью-Йорку. Він ще молодий, недосвідчений, але комбінаційний розум, успадкований від батька, стає і його рисою.

## Ролі
- Іван Макаревич — Іван Бєлов
- Катерина Гусєва — Ольга Бєлова
- Олександр Іншаков — Олександр Іванович
- Кирило Нагієв — Філ
- Анна Попова — Лєра
- Ігор Жижикін — Ігор Ввєдєнський
- Валерій Золотухін — Швед
- Юрій Чурсін — Бесо
- Наталія Гусліста — Келлі Ольсен
- Олексій Петрухін — авторитет
- Світлана Фролова — Гуля
- Анна Аршава - танцівниця з Нью-Йорка
- Сергій Бадюк — Серьога
- Ельдар Чеченов — Олександр Білов («Саша Білий»)
- Олександр Востріков — Арсен

## Цікаві факти
Актор Сергій Безруков, виконавець ролі Саші Білого в оригінальному телесеріалі Олексія Сидорова, відмовився зніматися в продовженні "Бригади" і на своєму офіційному сайті прокоментував дане рішення наступними словами: « Я свою позицію не міняю, тим більше стосовно" Бригади ". Роль для мене закінчилася в 2002 році, виключаючи невелике камео, яке я зробив для Олексія Сидорова, коли він знімав «Бій з тінню». Це був своєрідний "дружній автограф" на допомогу режисеру, з яким ми знімали великий проект, причому я зробив це абсолютно безкоштовно, просто з поваги до Олексія. Протягом 8 років до мене не раз зверталися зі всілякими варіантами сценаріїв продовження "Бригади", але я завжди відмовлявся і відмовляюся. Ще раз ставати Сашою Білим я не хочу.
У листопаді 2012 року режисер і один з продюсерів нового фільму Денис Алексєєв в інтерв'ю краснодарським журналістам пояснив відмову Безрукова від ролі так: « Відразу скажу про те, чому у фільмі не зіграв Сергій Безруков. Він був згоден з нами працювати, але тільки за умови, що йому нададуть головну роль, а ми, виходячи зі сценарію, такого запропонувати не змогли, для Сергія була приготована лише другорядна роль ».
У тому ж місяці на сайті газети «Комсомольская правда» з'явилася інформація, що персонаж Олександр Бєлов, він же «Саша Бєлий», з'явиться в новій картині, але грати його буде інший актор. Зовнішня схожість з образом, зіграним раніше Безруковим, було досягнуто за допомогою спеціальних масок та гриму, а також складних комп'ютерних програм.

## Саундтрек
1. Александр Иншаков — Бригада
2. Игорь Марин — Parting Words
3. А-Студио feat. 3XL PRO — Раз и навсегда